# Wendell Davis
Wendell Tyrone Davis (Shreveport, 3 febbraio 1966) è un ex giocatore di football americano statunitense che ha giocato nel ruolo di wide receiver nella National Football League. Al college giocò a football a LSU.

## Carriera professionistica
Gregory fu scelto come 27º assoluto nel Draft NFL 1988 dai Chicago Bears. Vi giocò per sei stagioni con un massimo di 945 yard ricevute e 6 touchdown nel 1991. La sua carriera ebbe effettivamente termine il 10 ottobre 1993 a causa di un infortunio subito contro i Philadelphia Eagles che lo costrinse a passare diversi mesi su una sedia a rotelle. Tentò di tornare in campo con gli Indianapolis Colts nel 1995 ma non scese in campo in alcuna gara.

## Statistiche
| Ricezioni     | 207   |
| Yard ricevute | 3.000 |
| Touchdown     | 14    |